# Mohliče
Mohliče (nemško Möchling) je naselje v Občini Galicija v Okraju Velikovec na Koroškem v Avstriji.